# Montpinchon
Montpinchon è un comune francese di 568 abitanti situato nel dipartimento della Manica nella regione della Normandia.

## Storia

### Simboli
Il monte e i pini nello stemma compongono il rebus mont+pin, con riferimento al nome del comune; i tre anelli aggiunti in capo sono ripresi dal blasone della famiglia Caillebot de La Salle, antichi signori di Montpinchon e di Cerisy (di rosso, a 6 anelletti d'oro, 3, 2, 1).

## Società

### Evoluzione demografica
Abitanti censiti